# جگوار آی-پیس
جگوار آی-پیس (به انگلیسی: Jaguar I-Pace) (به سبک I-PACE) یک کراس‌اوور الکتریکی با باتری است که توسط جگوار لندرور (JLR) تحت مارک جگوار تولید شده‌است. آی-پیس در مارس ۲۰۱۸ اعلام شد، تحویل اروپا در ژوئن ۲۰۱۸ و تحویل آمریکای شمالی در اکتبر ۲۰۱۸ آغاز شد.

## توسعه

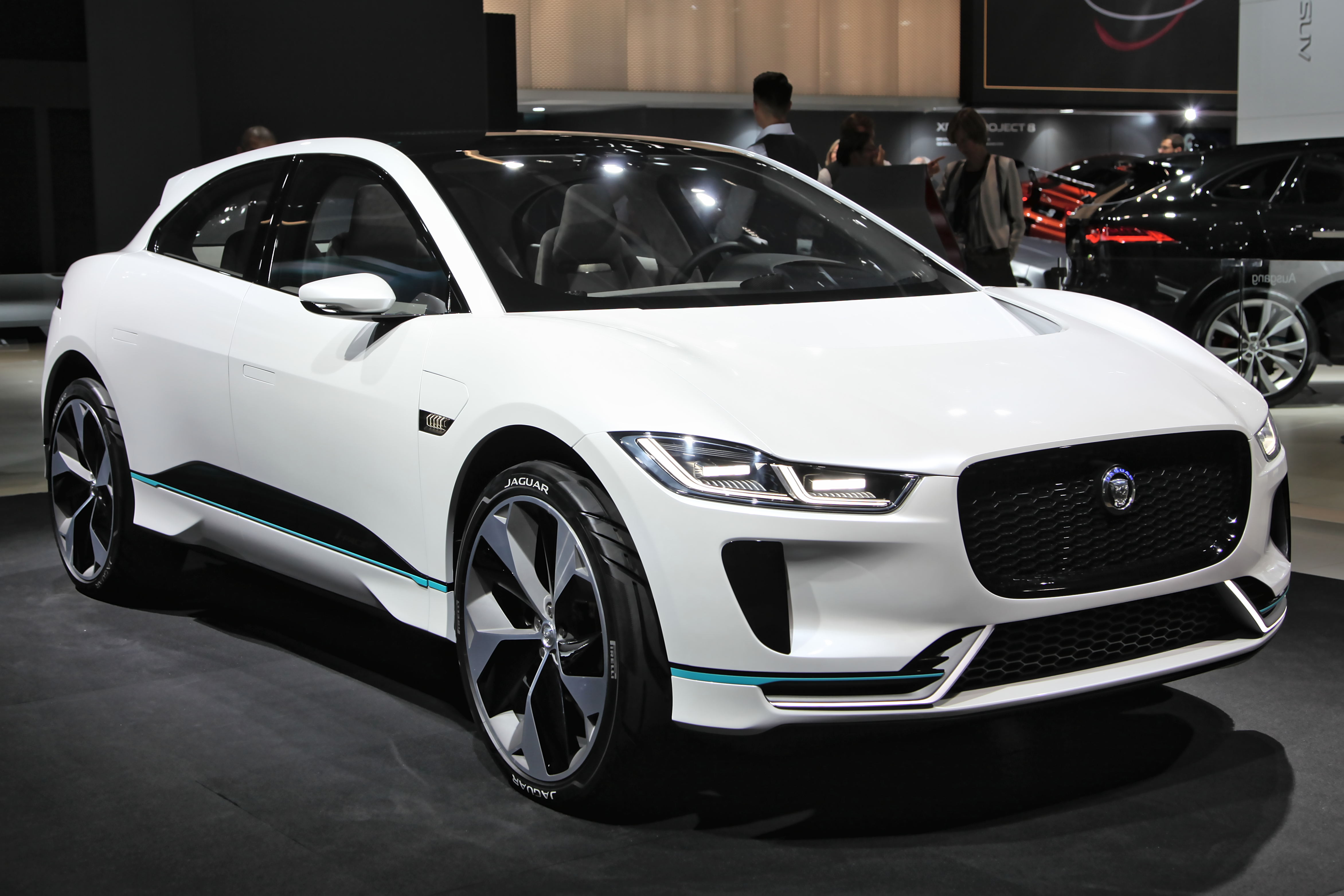
خودروی تولیدی ۱۲ میلی‌متر باریک‌تر و ۱۲ میلی‌متر پایین‌تر از مدل مفهومی (تصویر) است.

جگوار آی-پیس توسط یان کالوم طراحی شد. نسخه مفهومی این خودرو که به‌عنوان یک خودروی اسپورت پنج نفره توصیف می‌شود، توسط JLR در نمایشگاه خودروی لس‌آنجلس ۲۰۱۶ رونمایی شد و در مارس ۲۰۱۷ در لندن در جاده‌ها به نمایش درآمد.
آی-پیس توسط سازنده قرارداد مگنا اشتایر در گراتس، اتریش ساخته شده‌است، و نسخه تولیدی آی-پیس در ۱ مارس ۲۰۱۸ در گراتس نشان داده شد.
برخی از فناوری محرک الکتریکی از برنامه اتومبیل‌های مسابقه‌ای فرمول ئی الکتریکی جگوار آی-تایپ بیرون آمده‌اند، و موتورهای متحدالمرکز توسط مهندس JLR دکتر الکس مایکلیدس توسعه داده شده‌اند.